# گرگوئار امبیدا
گرگوئار امبیدا (انگلیسی: Grégoire M'Bida؛ زادهٔ ۲۷ ژانویهٔ ۱۹۵۲) بازیکن فوتبال اهل کامرون بود.
از باشگاه‌هایی که در آن بازی کرده‌است می‌توان به باشگاه فوتبال سدان، باشگاه فوتبال باستیا، و باشگاه فوتبال آنژه اشاره کرد.
وی همچنین در تیم ملی فوتبال کامرون بازی کرده‌است.